# Lac Manouane (Saguenay–Lac-Saint-Jean)
Der Lac Manouane ist ein See in der Verwaltungsregion Saguenay–Lac-Saint-Jean der kanadischen Provinz Québec.

## Lage
Der Lac Manouane liegt etwa 250 km nördlich von Chicoutimi im Zentrum der Labrador-Halbinsel. Er hat eine Fläche von 448 km², eine Gesamtfläche einschließlich Inseln von 584 km². Andere Quellen geben eine Seefläche von 461 km² an. Der See hat eine Vielzahl von Inseln und Halbinseln.
Sein wichtigster Zufluss ist der Rivière des Montagnes Blanches. Der Abfluss des Sees bildet der Rivière Manouane, ein Hauptnebenfluss des Rivière Péribonka.
Die Seefläche vergrößerte sich nach dem Bau mehrerer Staubauwerke in den Jahren 1940–1941 um 25 Prozent.
Die Flussregulierung dient den Wasserkraftwerken am Rivière Péribonka.